# Inés Gómez Mont
Inés Gómez-Mont Arena (Ciudad de México, 29 de julio de 1983) es una presentadora de televisión. 
En el 2020, fue acusada de delincuencia organizada y lavado de dinero junto a su esposo, Víctor Álvarez Puga, y el hermano de este, Alejandro Álvarez Puga; desde entonces, los tres se encuentran fugitivos y están siendo buscados con órdenes de aprehensión interpuestas por la Fiscalía General de la República (FGR), y la Interpol.

## Carrera
Gómez Mont primero ganó atención como una actriz en 1997 con la telenovela mexicana Tric Trac. En el 2002, comenzó a trabajar en el departamento de producción de noticias de Televisión Azteca, Fuerza Informativa Azteca. Más tarde se unió al departamento de entretenimiento, dirigido por Pati Chapoy.[cita requerida]
En el 2004 recibió la oportunidad de presentar el programa dominical Los 25+ hasta la temporada cinco, pero por su embarazo de alto riesgo fue remplazada por la conductora María Inés Guerra. También tuvo la oportunidad de unirse al equipo de Ventaneando y a los reporteros del área de deportes de TV Azteca.[cita requerida]
Obtuvo popularidad entonces entre el público de habla inglesa cuando, en el Super Bowl Media Day por la Super Bowl XLII, asistió a una conferencia de noticias con Tom Brady, mariscal de campo de los Patriotas de Nueva Inglaterra, llevando un revelador vestido de novia y rogando a Brady que se casase con ella.

## Actividades criminales
En 2020, Gómez Mont fue investigada por la Fiscalía General de la República (FGR) por presuntas operaciones con dinero de procedencia ilícita. Del mismo modo, evitó un juicio por evasión fiscal al pagar a la Hacienda Federal 10 millones 967 mil pesos por contribuciones omitidas. De acuerdo con Animal Político, los recursos fueron desviados a partir de la Secretaría de Gobernación, entre 2016 y 2017, a través de más de 1400 operaciones bancarias. El mismo año, se informó que se encontraba siendo buscada por la FGR por la supuesta comisión de delitos de lavado de dinero junto a su marido.
En septiembre de 2021, junto a su esposo Víctor Manuel Álvarez Puga, Gómez Mont fue acusada de malversación de casi 3 mil millones de pesos (o 146 millones de dólares) por la Secretaría de Gobernación, así como lavado de dinero, desvío de recursos mediante empresas fantasma y delitos de delincuencia organizada. La FGR solicitó la emisión de órdenes de localización y captura internacionales a Interpol, pues el matrimonio se encontraba en el extranjero. De acuerdo con la Fiscalía, los contratos implicados en el fraude estuvieron clasificados durante cinco años.
El 9 de noviembre de 2022, una juez federal invalidó una orden de aprehensión por el delito de defraudación fiscal.
El 26 de enero de 2023, ante señalamientos sobre una nueva orden de aprehensión, Gómez Mont aclaró que no existe tal y que tiene un acuerdo reparatorio ante la FGR. En abril, un tribunal colegiado anuló la orden de captura contra la conductora. El 5 de junio, un juez negó a Gómez Mont un amparo contra dos órdenes de aprehensión que tiene en su contra. El 6 de septiembre, se reportó que en su actual estado de fugitiva, Mont se encuentra siendo buscada por la Interpol en 190 países; sin embargo, también se informó que la presentadora se halla en Miami. En el mes de marzo de 2025 se le es informada la desactivación de sus cuentas bancarias.

## Filmografía
Como presentadora de televisión
- Los 25+ (2004-2008)
- Ventaneando (2006-2009)
- Venga la alegría (2010)
- Deberían estar trabajando (2013)
- ¡Cuéntamelo ya! (2016-2017)
- Familias frente al fuego (2019)

Como actriz
- Tric Trac (1997)